# Galeus polli
Galeus polli és una espècie de peix de la família dels esciliorrínids i de l'ordre dels carcariniformes.

## Morfologia
- Els mascles poden assolir 45 cm de longitud total.[5][6]

## Reproducció
És ovovivípar.

## Hàbitat
És un peix marí que viu entre 200-720 m de fondària.

## Distribució geogràfica
Es troba des del sud del Marroc fins a Namíbia.